# Laurent Bernat
Pour les articles homonymes, voir Bernat.
 (décembre 2016).
Si vous disposez d'ouvrages ou d'articles de référence ou si vous connaissez des sites web de qualité traitant du thème abordé ici, merci de compléter l'article en donnant les références utiles à sa vérifiabilité et en les liant à la section « Notes et références ».
Laurent Bernat, né Laurent Bernazzani le 15 août 1961 à Paris et mort le 2 mars 2004 à Nice, est un bassiste de hard rock français. Membre fondateur de Satan Jokers, il a participé aux trois albums du groupe publiés de 1983 à 1985. Sa virtuosité contribuait à l'originalité de Satan Jokers, où il formait avec le batteur Renaud Hantson une section rythmique éblouissante digne des plus grands groupes de rock et hard rock internationaux.
Après la séparation de Satan Jokers, il rejoignit pour une courte durée les rangs du groupe français Wild Child avant de tomber dans un anonymat complet.